# Stax Limited
Stax Limited (jap. 有限会社スタックス) – japońskie przedsiębiorstwo elektroniczne produkujące wysokiej klasy słuchawki elektrostatyczne, elektretowe i akcesoria dla nich - adaptery, wzmacniacze. Wcześniej wytwarzała też mikrofony, ramiona i wkładki gramofonowe oraz elektrostatyczne zestawy głośnikowe.
W 1938 założono firmę, której nazwę w 1950 roku przemianowano na Stax. Po wojnie zajmowano się początkowo produkcją mikrofonów elektretowych, w 1960 roku Stax wykonał pierwszy egzemplarze słuchawek elektrostatycznych, model SR-1.
Pierwsze elektretowe słuchawki tego producenta, SR-40, zostały wyprodukowane w 1975 roku.